# 哈利法·本·哈鲁卜
賽義德-哈利法·本·哈魯卜·布賽義迪，GCB、GCMG、GBE（阿拉伯语：‎；1879年8月26日-1960年10月9日）為尚吉巴蘇丹國的第九任蘇丹，並從1911年統治尚吉巴至1960年。他同時是阿里·本·哈穆德的妹夫。在任期間，他曾負責監督石頭城港口建設和奔巴島柏油路鋪設。

## 註腳
1. ↑  Michler 2007，第37頁
2. ↑  Ingrams 1967，第178頁